# Jüdische Gemeinde Hagen

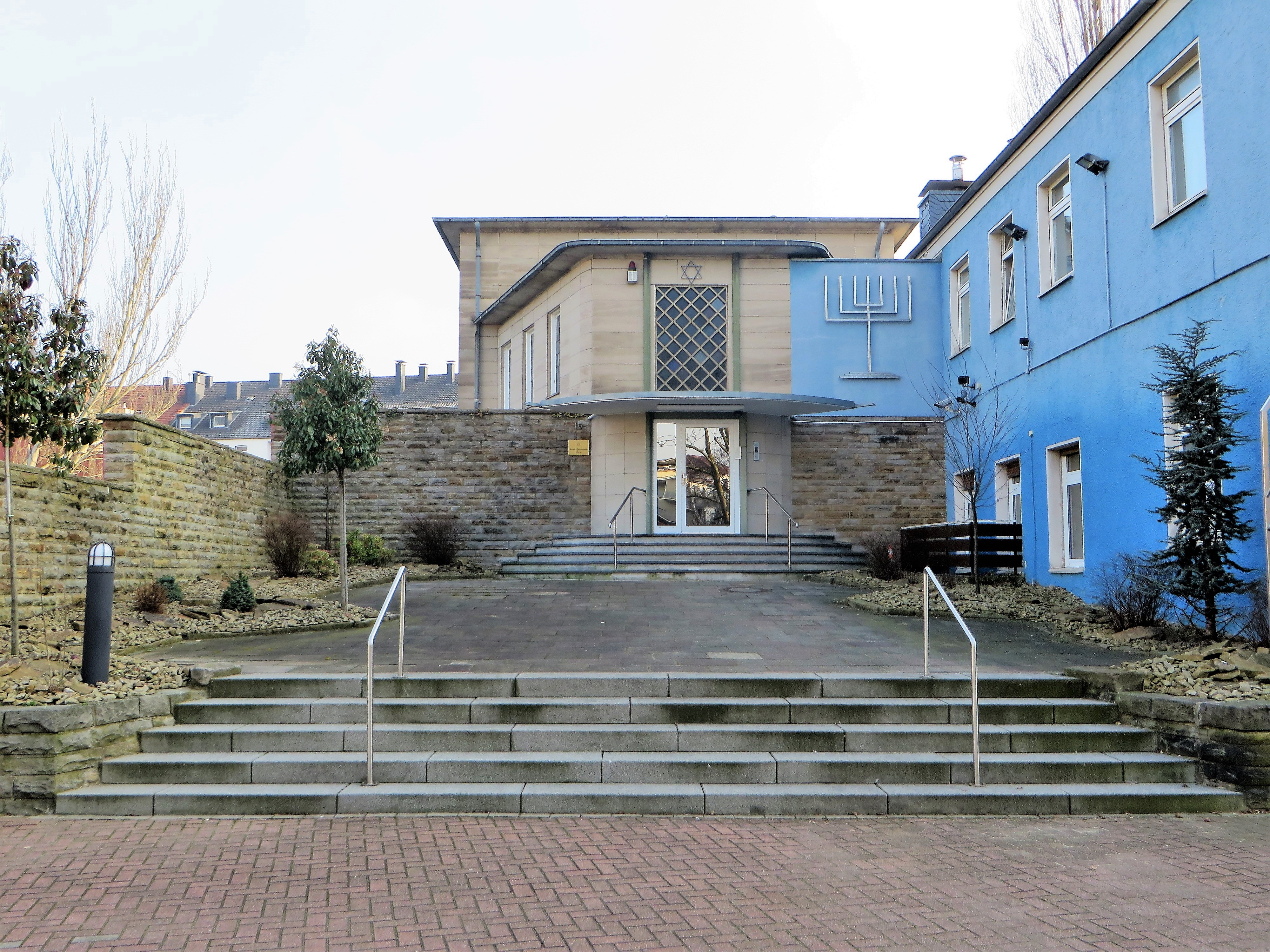
Synagoge Hagen, Potthofstraße (2018)

Die Jüdische Gemeinde Hagen wurde 1819 gegründet. Sie ist Mitglied im Landesverband der Jüdischen Gemeinden von Westfalen-Lippe.

## Geschichte

### Die Entwicklung im 18. und 19. Jahrhundert

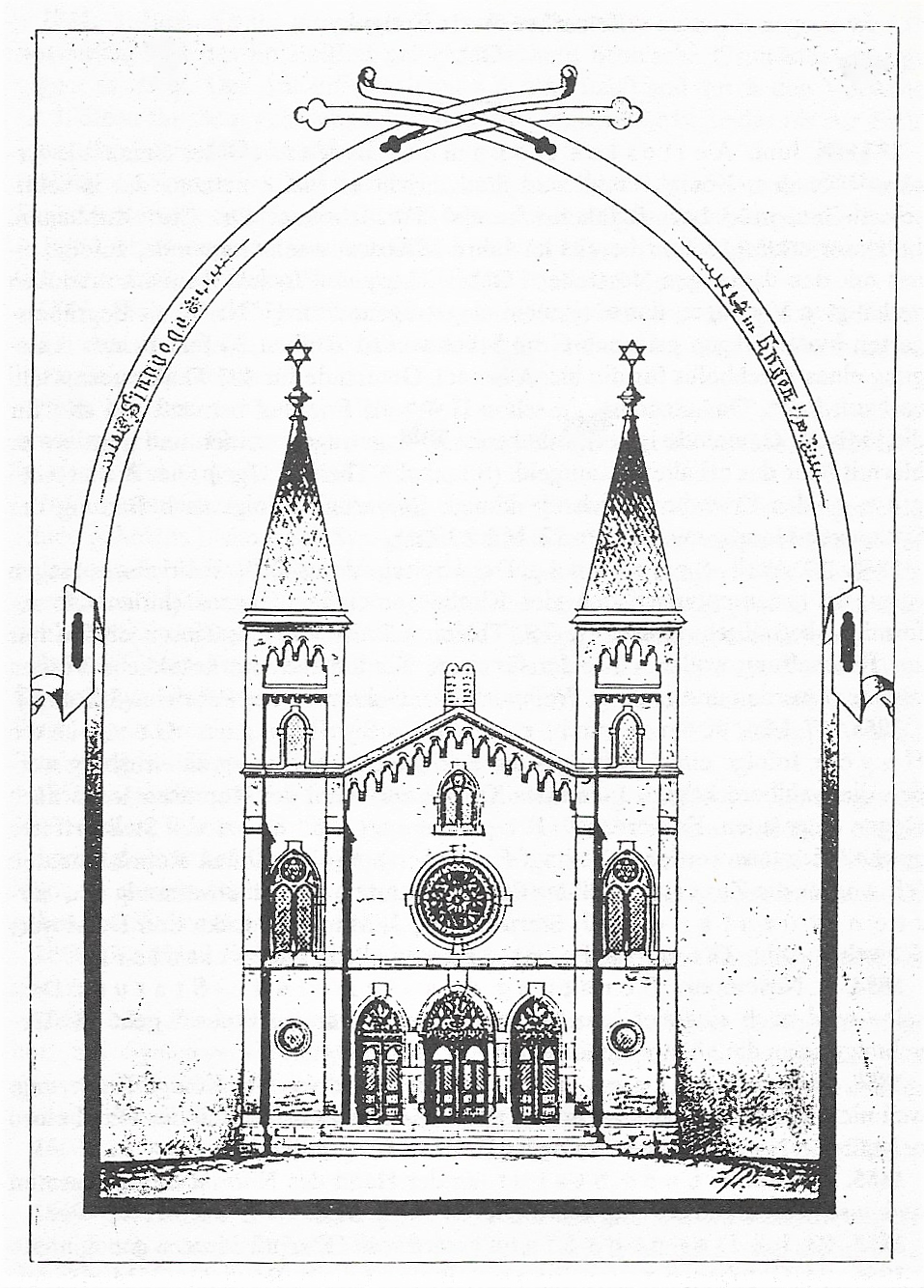
Alte Synagoge Hagen von 1895

Die Geschichte der Juden in Hagen geht in die Zeit um 1722 zurück, in der unter den 675 Einwohnern Hagens vier Judenfamilien bezeugt sind, zwei Glasmacher und zwei Schächter. 1800 kam die Familie des Gabriel Levy dazu, 1805 zog die sechste jüdische Familie nach Hagen. Im Rahmen der jüdischen Emanzipation nach den napoleonischen und preußischen Reformen blühte auch die jüdische Gemeinde in Hagen auf: 1819 wurde eine Synagoge in der Wasserstraße eingerichtet. 1830 rief Levy Hammel eine jüdische Schule ins Leben, die im Durchschnitt 30 Kinder u. a. in Bibelübersetzung, Naturgeschichte, Kopfrechnen, Hebräisch, Gesang, deutscher Grammatik und biblischer Geschichte unterrichtete. 1854 konstituierte sich die Synagogengemeinde neu und 1859 wurde die Synagoge in der Potthofstraße eingeweiht. Von 1865 auf 1875 wuchs die Zahl der jüdischen Personen von 140 auf 309. 1902 übernahm die Stadt die jüdische Schule als öffentliche Schule. Im selben Jahr wurde der Jüdische Friedhof in Eilpe angelegt, während bereits ab 1820 ein Friedhof an der Böhmerstraße (51° 21′ 14,1″ N, 7° 28′ 23,1″ O) bestand, der 1966 entwidmet wurde. Seit Anfang der 1920er Jahre begann deutsch-völkisches Gedankengut mehr und mehr um sich zu greifen. Der Höchststand der jüdischen Bevölkerung in Hagen wurde 1930 mit 679 Personen (0,4 % der Gesamtbevölkerung) erreicht.

### Vernichtung der Gemeinde während der NS-Zeit
Die nationalsozialistische Machtübernahme führte auch in Hagen zur Zerstörung der jüdischen Gemeinde. In der Hoffnung, der NS-Propaganda und den Boykottmaßnahmen die Spitze zu nehmen, erschien Ende März 1933 in der Hagener Zeitung eine Anzeige, unterzeichnet von der Synagogengemeinde Hagen, dem Centralverein deutscher Staatsbürger jüdischen Glaubens und dem Reichsbund jüdischer Frontsoldaten, in der „jede Einmischung des Auslandes in innerdeutsche Verhältnisse“ abgelehnt wurde. In der Folge mussten einige jüdische Geschäftsleute ihren Betrieb aufgeben. In der Pogromnacht vom 9. auf den 10. November 1938 fielen die Synagoge und viele Geschäfte dem Nazi-Terror zum Opfer. 292 Hagener Juden gelang es, in der Zeit von 1933 bis 1945 auszuwandern. 156 Menschen wurden im KZ Theresienstadt, im KZ Auschwitz und anderen Lagern ermordet, in den Suizid getrieben oder kamen in Haft in der Heimat um. Von etwa 150 Juden ist das Schicksal unbekannt.

### Neubeginn nach 1945

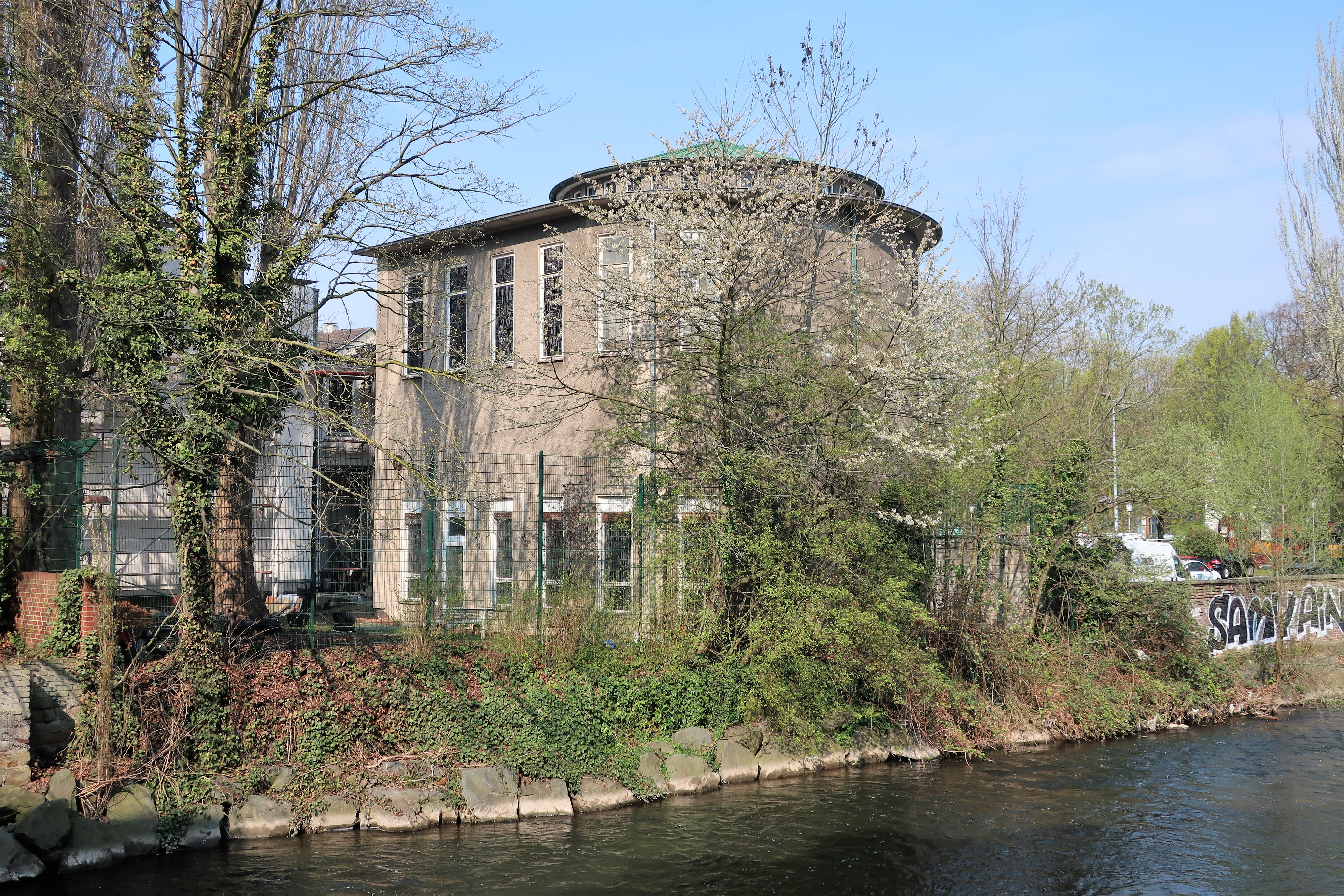
Synagoge Hagen, Volmeblick

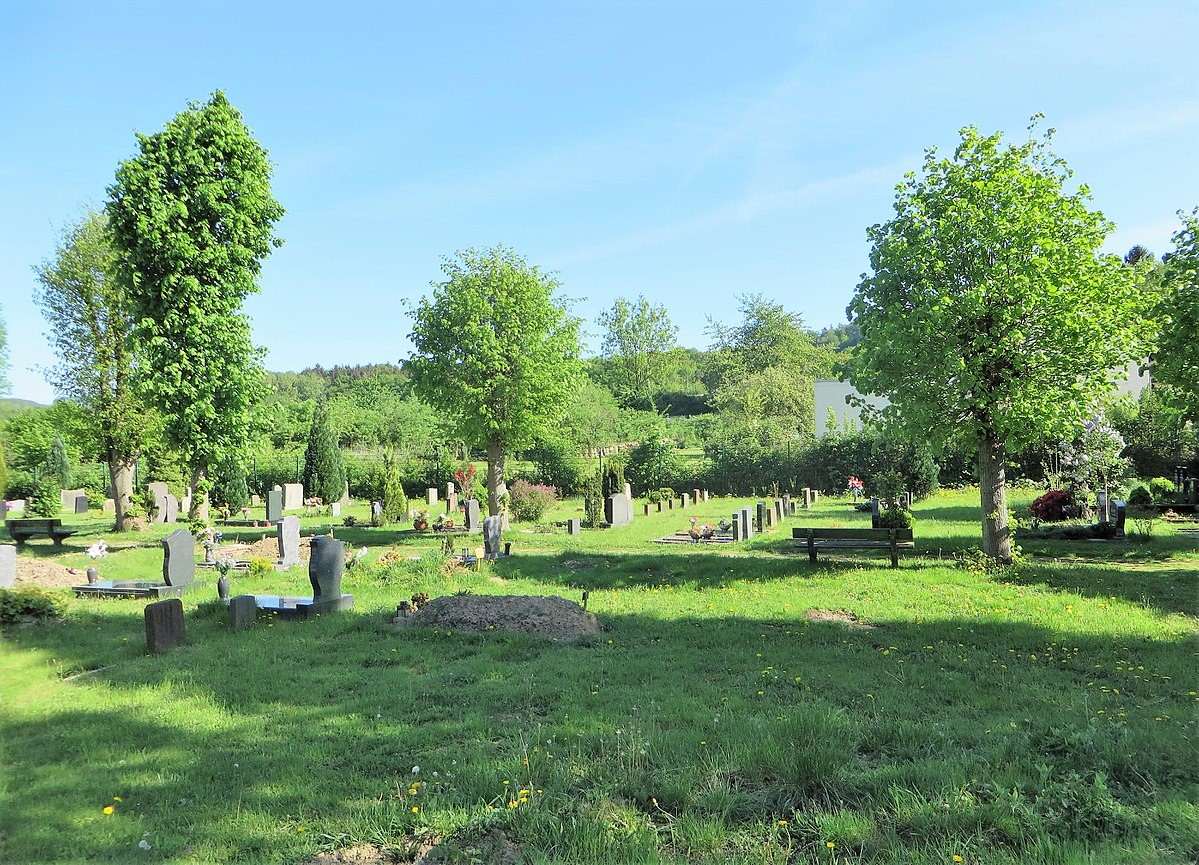
Jüdischer Friedhof in Hagen-Eilpe (2018)

Am 20. März 1946 gründeten die wenigen Juden in Hagen ihre Kultusgemeinde neu unter dem Vorsitz von Richard Hirschfeld, Überlebender des Konzentrationslagers Dachau. In der Potthofstraße wurde am 18. September 1960 feierlich eine neue Synagoge eingeweiht. 1962 betrug die Mitgliederzahl 84 Personen. Von 1995 bis 2004 wurde die Gemeinde vom Rabbiner des Landesverbandes der Jüdischen Gemeinden von Westfalen-Lippe Henry G. Brandt aus Dortmund betreut. Die Gemeinde hat eine Chewra Kadischa. Aufgrund der Einwanderung insbesondere aus Osteuropa und Russland ist die Mitgliederzahl im Jahr 2022 auf 241 angestiegen.

### Vereitelter Sprengstoffanschlag 2021
Die Polizei in Nordrhein-Westfalen hatte im September 2021 von einem ausländischen Nachrichtendienst einen konkreten Hinweis erhalten, dass es an Jom Kippur zu einem Sprengstoffanschlag auf die Synagoge in Hagen kommen könne. Ein 16-jähriger Syrer wurde festgenommen. Das NRW-Innenministerium sprach von einer „islamistisch motivierten“ Bedrohung. Die Zentralstelle Terrorismusverfolgung bei der Generalstaatsanwaltschaft Düsseldorf ermittelt wegen des Verdachts der Vorbereitung einer schweren staatsgefährdenden Gewalttat. Am 17. September 2021 erging Haftbefehl gegen den jugendlichen Syrer.

## Vorsitzende der Gemeinde
- nach 1945: Richard Hirschfeld
- vor 1994: Gondrard Karlé
- von 1994 bis 2011: Roman Kanarek
- seit 2011: Hagay Feldheim